# Ribeira de Álamo
A ribeira do Álamo situa-se no concelho de Castro Marim, tendo a sua foz no Oceano Atlântico na praia da Alagoa na freguesia de Altura.
Na ribeira é possível encontrar várias espécies de fauna e flora. É uma ribeira que as suas margens foram, em grande parte, protegidas e ligeiramente distanciadas dos empreendimentos imobiliários. Por essa razão é possível encontrar vários tipos de aves como gaivotas, pardais, rouxinóis, assim como avistar flamingos a sobrevoar a zona.